# Phát sinh chủng loại phân tử
Phát sinh chủng loại phân tử (tiếng Anh: Molecular phylogenetics, /məˈlɛkjʊlər ˌfaɪloʊdʒəˈnɛtɪks, mɒ-, moʊ-/) là chi nhánh của phát sinh chủng loại học; phân tích sự khác biệt di truyền phân tử, chủ yếu trên các trình tự DNA, để có được thông tin về quan hệ tiến hóa của sinh vật. Kết quả của phân tích phát sinh loài phân tử được thể hiện bằng một cây phát sinh chủng loại. Phát sinh chủng loại phân tử là một khía cạnh của phân loại học phân tử, một thuật ngữ rộng hơn cũng bao gồm việc sử dụng dữ liệu phân tử trong phân loại sinh học và địa lý sinh học.

## Lịch sử phát sinh chủng loại phân tử
Khuôn khổ lý thuyết về phân loại học phân tử đã được trình bày vào những năm 1960 trong tác phẩm của Emile Zuckerkandl, Emanuel Margoliash, Linus Pauling và Walter M. Fitch. Ứng dụng của phân loại học phân tử đã được Charles G. Sibley tiên phong nghiên cứu (chim), Herbert C. Dessauer (bò sát), và Morris Goodman (linh trưởng), tiếp theo là Allan C. Wilson, Robert K. Selander, và John C. Avise (người nghiên cứu nhiều nhóm khác nhau). Làm việc với protein di chuyển điện học bắt đầu vào khoảng năm 1956. Mặc dù kết quả không định lượng và ban đầu không cải thiện được những phân loại hình thái, nhưng chúng đã cung cấp những gợi ý mơ hồ mà lâu nay quan niệm về việc phân loại chim, ví dụ, cần sửa đổi đáng kể. Trong giai đoạn 1974-1986, lai giống DNA-DNA là kỹ thuật chiếm ưu thế.